# Pumping Iron
Pumping Iron е документален филм от 1977 г., който показва подготовката за състезанието Мистър Олимпия през 1975 г. Филмът се фокусира върху Арнолд Шварценегер и неговите съперници Лу Фериньо и Франко Коломбо.
Pumping Iron се счита за класически културистичен филм, който документира това, което често се нарича „Златният век“ в развитието на културизма – период, когато мускулната маса и размерите нямат такова голямо значение, колкото симетрията и дефиницията на тялото. Документалният филм отразява 2-те главни културистични състезания Мистър Вселена на IFBB (за аматьори) и Мистър Олимпия (за професионалисти) в гр. Претория, Южна Африка. Въпреки че филмът се фокусира върху Арнолд Шварценегер, участват и много други бележити културисти.
Филмът е преиздаден на DVD за 25-годишнината на оригинала през 2003 г. DVD-то съдържа снимки зад сцена и скорошни интервюта с участниците.